# Richard Glücks

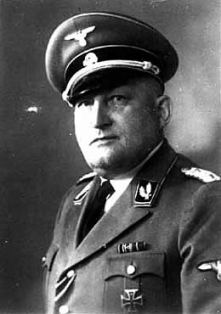
Richard Glücks

Richard Glücks (* 22. April 1889 in Odenkirchen; † 10. Mai 1945 in Flensburg) war ein deutscher SS-Gruppenführer und Generalleutnant der Waffen-SS. Ab November 1939 war Glücks Leiter der Inspektion der Konzentrationslager, zunächst im SS-Führungshauptamt der Waffen-SS, ab März 1942 im SS-Wirtschafts- und Verwaltungshauptamt.

## Frühes Leben
Richard Glücks war der Sohn des ehemaligen Lehrers und späteren Kaufmanns Johannes Leberecht Ludwig Glücks und dessen Ehefrau Wilhelmine Ida, geborene Mechelen.
Er besuchte zunächst in Düsseldorf die Volksschule und das städtische Gymnasium, brach aber vor dem Abitur 1907 seine Schulausbildung ab, um in der Versicherungsgesellschaft seiner Eltern eine kaufmännische Lehre zu machen und dort zu arbeiten.

## Militärische Laufbahn
Ab 1. Oktober 1909 war Glücks Einjährig-Freiwilliger im Kleveschen Feldartillerie-Regiment Nr. 43 in Wesel. Anschließend folgten ab 1913 mehrmonatige Auslandsaufenthalte in England und Argentinien. Nach dem Beginn des Ersten Weltkriegs kehrte er im Januar 1915 von Buenos Aires nach Deutschland zurück, um als Beobachtungsoffizier und Batterieführer an der Westfront zu kämpfen. Für seinen Einsatz wurde er mit dem Eisernen Kreuz II. und I. Klasse und 1934 mit dem Ehrenkreuz für Frontkämpfer ausgezeichnet. Nach dem Waffenstillstand von Compiègne schloss er sich im Ruhrgebiet dem Freikorps Lichtschlag an. Danach gehörte er der Reichswehr an und war anschließend von März 1920 bis Juli 1926 Verbindungsoffizier der Heeresfriedenskommission zur Interalliierten Militär-Kontrollkommission. Als Oberleutnant wurde Glücks am 31. Juli 1926 aus dem aktiven Dienst verabschiedet und anschließend bis Ende 1931 als Zivilangestellter von der 6. Division mit Aufträgen in der Grenzschutzbearbeitung betraut.

## Aufstieg in der SS und Verantwortung für die Konzentrationslager
1927 wurde Glücks Mitglied des Stahlhelms. Zum 1. März 1930 trat er der NSDAP bei (Mitgliedsnummer 214.855) und wurde im November 1932 Mitglied der SS (SS-Nummer 58.706). Bei der SS war Glücks zunächst als Stabsführer bei verschiedenen SS-Standarten tätig und wurde 1935 zum Standartenführer befördert. Seit April 1936 gehörte Glücks dem Stab des Inspekteurs der Konzentrationslager Theodor Eicke an. Nachdem dieser sich zunehmend auf seine Rolle als Kommandant der SS-Totenkopf-Verbände fokussiert hatte, wurde Glücks 1939 sein Nachfolger. Anfang März 1942 wurde die Inspektion der Konzentrationslager dem SS-Wirtschafts- und Verwaltungshauptamt (WVHA) als Amtsgruppe D unterstellt. Glücks war anschließend bis zum Kriegsende im Mai 1945 Leiter der Amtsgruppe D im WVHA. Im November 1943 stieg er bis zum SS-Gruppenführer und Generalleutnant der Waffen-SS auf.
In der Dienststellung eines Inspekteurs der Konzentrationslager war Glücks Vorgesetzter aller KZ-Kommandanten und damit bis Kriegsende direkt verantwortlich für alle in den Konzentrationslagern begangenen Verbrechen. Sein Vertreter wurde Gerhard Maurer, sein Adjutant war August Harbaum. Auf Glücks’ Anweisung wurde u. a. im Januar 1940 eine Delegation in den Ort Auschwitz gesandt, um das Gelände für ein neues Konzentrationslager zu sondieren, das spätere KZ und Vernichtungslager Auschwitz. Glücks befürwortete im Juni 1944 Menschenversuche zur Verträglichkeit von Meerwasser und schlug dafür inhaftierte Juden vor.
Am 25. Januar 1945, zwei Tage vor der Befreiung von Auschwitz, erhielt Glücks das Deutsche Kreuz in Silber. In einer Stellungnahme wurde er von den Nationalsozialisten in seiner Rolle als Schreibtischtäter belobigt: „Wenn sich hier in den ganzen Kriegsjahren keinerlei Schwierigkeiten ergeben haben und die Kriegsindustrie in kürzester Zeit mit den angeforderten Arbeitskräften versorgt werden konnte, dann ist das das Verdienst des SS-Gruppenführers Glücks. Er hat durch diese Leistung einen wesentlichen Beitrag zur Kriegsrüstung und damit zur Kriegsführung geleistet.“

## Kriegsende, Flucht und Tod

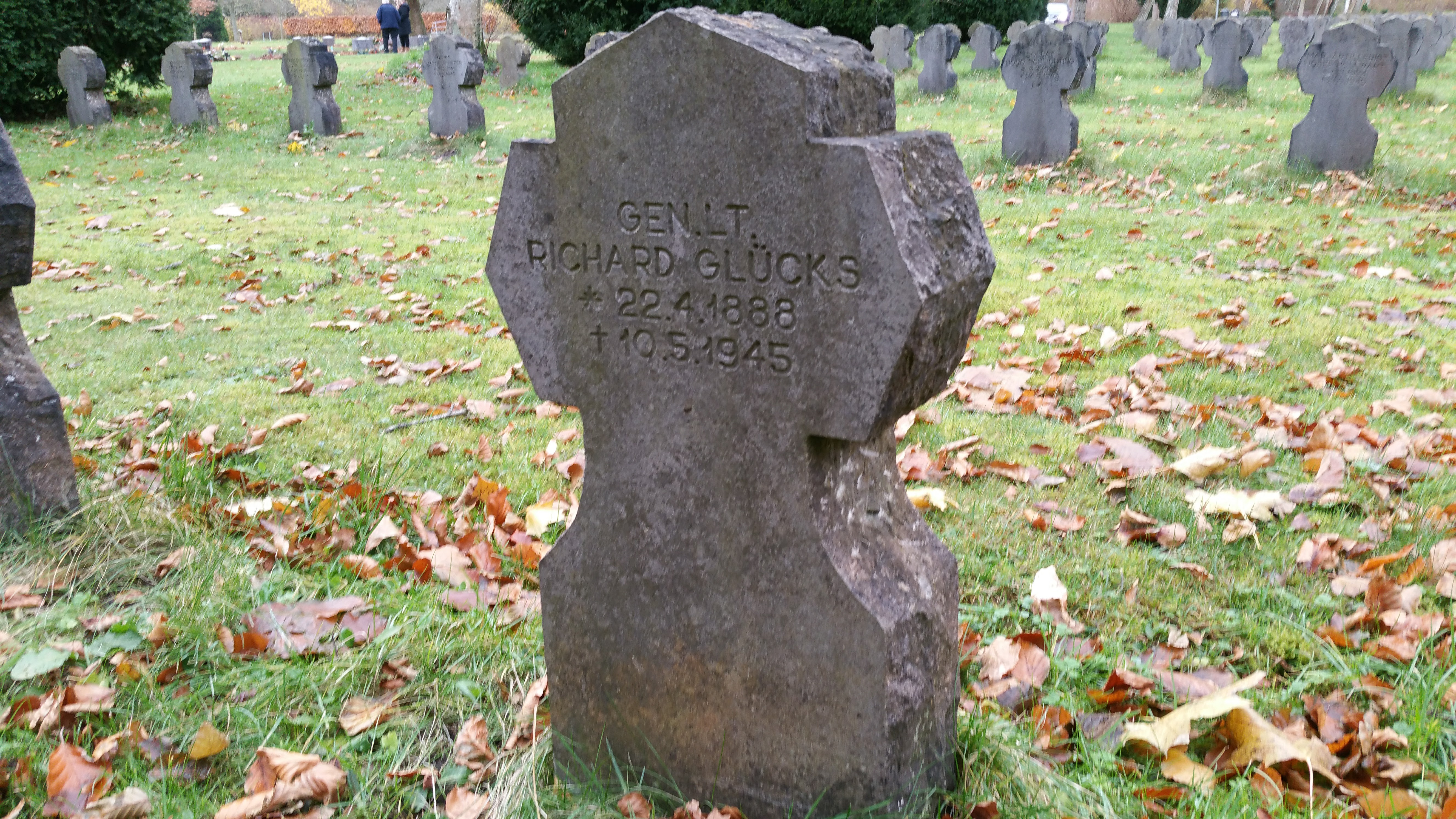
Grabstelle und Grabstein Richard Glücks auf dem Flensburger Friedenshügel – Foto: Jörg Pepmeyer 24. November 2017

Ende April 1945 setzte er sich im Gefolge Heinrich Himmlers zusammen mit Rudolf Höß und weiteren Mitarbeitern der Amtsgruppe D des WVHA samt Familienangehörigen über die sogenannte Rattenlinie Nord nach Flensburg ab. Himmler erteilte Glücks und Höß am 3. Mai 1945 den Befehl, sich als Unteroffiziere verkleidet in das besetzte Dänemark zu begeben, was jedoch scheiterte. Glücks hatte noch ein Soldbuch der Wehrmacht auf den Namen Sonnemann erhalten. Zwei Tage nach Kriegsende starb Glücks am 10. Mai 1945 im Marinelazarett Flensburg-Mürwik durch Suizid mit einer Zyankalikapsel.
Die von Frederick Forsyth in seinem Thriller Die Akte Odessa aufgestellte Behauptung, dass Glücks überlebte, sich unter dem Namen Ricardo Suertes nach Südamerika absetzen konnte und dort ein Netzwerk von geflüchteten Nationalsozialisten aufbaute, ist eine Fiktion.